# Ballarra molaris
Espèce
Ballarra molaris est une espèce d'opilions eupnois de la famille des Neopilionidae.

## Distribution
Cette espèce est endémique d'Australie. Elle se rencontre de Liparoo au Victoria à Beelbangera en Nouvelle-Galles du Sud.

## Description
Le mâle holotype mesure 2,62 mm et la femelle paratype 3,27 mm.

## Systématique et taxinomie
Cette espèce a été décrite par Hunt et Cokendolpher en 1991.

## Publication originale
- Hunt & Cokendolpher, 1991 : « Ballarrinae, a new subfamily of harvestmen from the Southern Hemisphere (Arachnida, Opiliones, Neopilionidae). » Records of the Australian Museum, vol. 43, no 2, p. 131–169 (texte intégral).